# Morti il 14 aprile
| Questa pagina contiene informazioni ricavate automaticamente dalle voci biografiche con l'ausilio del template Bio e di un bot. L'aggiornamento è periodico e automatico e ricostruisce completamente la pagina. Se manca una persona in questa lista, sei pregato di non aggiungerla, ma accertati piuttosto che la sua voce biografica contenga il template Bio e che i dati anagrafici siano correttamente compilati. Se il template Bio manca, inseriscilo tu stesso o, in alternativa, metti l'avviso {{tmp\|Bio}} che ne segnala la mancanza. Se i dati riportati sono sbagliati, correggi direttamente la voce biografica; le modifiche saranno visibili in questa lista entro pochi giorni. Per chiarimenti vedi il progetto biografie. La lista contiene solo le 518 persone che sono citate nell'enciclopedia e per le quali è stato implementato correttamente il template Bio. Pagina aggiornata al 17 ago 2025. |

## I secolo a.C.(1)
- 43 a.C. - Decimo Carfuleno, militare e politico romano

## III secolo(1)
- 229 - Valeriano da Roma, nobile e santo romano (n. 177)

## X secolo(1)
- 911 - Papa Sergio III, papa e vescovo italiano

## XI secolo(1)
- 1095 - Giovanni di Montemarano, vescovo e santo italiano

## XII secolo(3)
- 1109 - Folco IV d'Angiò, nobile (n. 1043)
- 1117 - Bernardo di Tiron, monaco cristiano francese (n. 1046)
- 1146 - Gertrude di Sulzbach, nobile tedesca

## XIII secolo(2)
- 1205 - Garnier de Traînel, vescovo cattolico francese
- 1279 - Boleslao il Pio, nobile polacco

## XIV secolo(5)
- 1308 - Abu Zayyan Muhammad I, sovrano
- 1322 - Bartholomew de Badlesmere, nobile e militare britannico (n. 1275)
- 1345 - Richard de Bury, religioso e scrittore inglese (n. 1287)
- 1388 - Anglico de Grimoard, cardinale francese
- 1395 - Alberto di Brunswick-Wolfenbüttel, nobile tedesco

## XV secolo(8)
- 1417 - Antonio degli Uberti, vescovo cattolico italiano
- 1424 - Lucia Visconti, nobildonna italiana (n. 1372)
- 1433 - Liduina di Schiedam, mistica olandese (n. 1380)
- 1437 - Giovanni Benedetti, vescovo cattolico italiano
- 1460 - Giovanni Castiglione, cardinale e vescovo cattolico italiano (n. 1420)
- 1471 - John Neville, I marchese di Montagu, nobile britannico (n. 1431)
- 1471 - Richard Neville, XVI conte di Warwick, nobile e condottiero inglese (n. 1428)
- 1488 - Girolamo Riario, sovrano e politico italiano (n. 1443)

## XVI secolo(8)
- 1515 - Galeazzo Sforza, nobile italiano (n. 1469)
- 1522 - John Spencer, politico e nobile inglese (n. 1455)
- 1532 - Agostino Grimaldi, arcivescovo cattolico monegasco
- 1552 - Giovanni Battista Ciocchi del Monte, generale e nobile italiano (n. 1518)
- 1568 - Bartolomé Sebastián de Aroitia, arcivescovo cattolico spagnolo
- 1574 - Luigi di Nassau, generale olandese (n. 1538)
- 1578 - James Hepburn, IV conte di Bothwell, scozzese
- 1583 - Maddalena di Pierfrancesco de' Medici, nobile italiana

## XVII secolo(18)
- 1604 - Ernesto Federico di Baden-Durlach, nobile tedesco (n. 1560)
- 1609 - Gasparo da Salò, liutaio e contrabbassista italiano (n. 1540)
- 1613 - Giovanni Francesco Leone, vescovo cattolico italiano (n. 1543)
- 1620 - Pierre-Antoine Rascas, numismatico e antiquario francese (n. 1562)
- 1629 - Antonio Vassilacchi, pittore greco
- 1636 - Tiberio Muti, cardinale e vescovo cattolico italiano (n. 1574)
- 1649 - Nasir bin Murshid, sovrano omanita
- 1657 - Federico Ubaldini, letterato e biografo italiano (n. 1610)
- 1662 - William Fiennes, I visconte di Saye e Sele, politico e nobile inglese (n. 1582)
- 1662 - Leonhard Kern, scultore tedesco (n. 1588)
- 1665 - Lorenzo Lippi, pittore, poeta e scrittore italiano (n. 1606)
- 1668 - Robert Giffard, chirurgo francese (n. 1587)
- 1669 - Michelangelo Grancini, organista e compositore italiano (n. 1605)
- 1672 - Federico Guglielmo III di Sassonia-Altenburg, duca tedesco (n. 1657)
- 1682 - Avvakum, religioso e scrittore russo (n. 1621)
- 1684 - Johannes Olearius, teologo tedesco (n. 1611)
- 1685 - Thomas Otway, drammaturgo inglese (n. 1652)
- 1689 - Maria Anna Giuseppina d'Asburgo, nobile (n. 1654)

## XVIII secolo(23)
- 1711 - Luigi, il Gran Delfino, nobile francese (n. 1661)
- 1719 - Aurelia d'Este, nobile (n. 1682)
- 1721 - Michel Chamillart, politico e nobile francese (n. 1652)
- 1729 - Daniele Girolamo Dolfin, politico e militare italiano (n. 1656)
- 1733 - Ippolito Desideri, gesuita e missionario italiano (n. 1684)
- 1737 - Carlo Giuseppe Plura, scultore e stuccatore svizzero (n. 1663)
- 1746 - Ernesto Ferdinando di Brunswick-Bevern, militare tedesco (n. 1682)
- 1748 - Girolamo Alessandro Cappellari Vivaro, storico italiano (n. 1664)
- 1750 - Paweł Karol Sanguszko, nobile e ufficiale polacco (n. 1680)
- 1754 - Giuseppe Alfonso Miroglio, vescovo cattolico italiano (n. 1692)
- 1759 - Niccolò Gianpriamo, gesuita, missionario e astronomo italiano (n. 1686)
- 1759 - Georg Friedrich Händel, compositore tedesco (n. 1685)
- 1760 - Domenico Pecchio, pittore italiano (n. 1687)
- 1768 - François de Cuvilliés il Vecchio, architetto, scultore e stuccatore belga (n. 1695)
- 1768 - Francesco Monti, pittore e disegnatore italiano (n. 1685)
- 1768 - Mateusz Zwierzchowski, compositore e organista polacco (n. 1713)
- 1771 - Laurent Cars, pittore e incisore francese (n. 1699)
- 1775 - Ernestina del Palatinato-Sulzbach, principessa tedesca (n. 1697)
- 1783 - Jacques-Philippe Le Bas, incisore e disegnatore francese (n. 1707)
- 1792 - Maximilian Hell, astronomo e gesuita ungherese (n. 1720)
- 1793 - Antonín Petr Příchovský z Příchovic, arcivescovo cattolico ceco (n. 1707)
- 1796 - Francesco Chiarottini, pittore, architetto e incisore italiano (n. 1748)
- 1799 - Michele Vecchio, pittore italiano (n. 1730)

## XIX secolo(67)
- 1803 - Cristoforo Migazzi, cardinale e arcivescovo cattolico italiano (n. 1714)
- 1804 - Francisco Antonio de Lorenzana y Butrón, cardinale e arcivescovo cattolico spagnolo (n. 1722)
- 1806 - Antonio Sentmanat y Castellá, cardinale spagnolo (n. 1734)
- 1807 - Jeremias Benjamin Richter, chimico tedesco (n. 1762)
- 1808 - Giovanni Jacopo Dionisi, letterato, critico letterario e religioso italiano (n. 1724)
- 1809 - Pierre Garnier de Laboissière, generale e politico francese (n. 1755)
- 1812 - Jane Maxwell, nobildonna scozzese (n. 1748)
- 1815 - Jean Mathieu Séras, generale italiano (n. 1765)
- 1820 - Levi Lincoln senior, politico statunitense (n. 1749)
- 1822 - Angélique D'Hannetaire, attrice teatrale e soprano francese (n. 1749)
- 1826 - Glafira Ivanovna Alymova, nobildonna russa (n. 1758)
- 1827 - Giuseppe Ippolito Gerbaix de Sonnaz d'Habères, generale italiano (n. 1744)
- 1833 - Maurice Gillet, militare francese (n. 1763)
- 1839 - Heinrich Christian Funck, botanico tedesco (n. 1771)
- 1842 - Alejandro María Aguado, banchiere spagnolo (n. 1784)
- 1843 - Joseph Lanner, compositore e direttore d'orchestra austriaco (n. 1801)
- 1845 - Friedrich Adolf Krummacher, teologo tedesco (n. 1767)
- 1846 - Maria Anna d'Assia-Homburg, nobildonna tedesca (n. 1785)
- 1849 - Ján Hollý, presbitero, poeta e traduttore slovacco (n. 1785)
- 1854 - Luigi Cittadini, medico italiano (n. 1787)
- 1856 - Pëtr Jakovlevič Čaadaev, filosofo russo (n. 1794)
- 1856 - Vittorio Colli di Felizzano, militare e politico italiano (n. 1787)
- 1859 - Lady Morgan, scrittrice irlandese (n. 1781)
- 1860 - Andrea Cuffaro, patriota italiano (n. 1796)
- 1860 - Eduard Friedrich Eversmann, biologo e esploratore tedesco (n. 1794)
- 1860 - Gustave Leroy, compositore, poeta e cantante francese (n. 1818)
- 1861 - Gabriel Antonio Pereira, politico uruguaiano (n. 1794)
- 1861 - Utagawa Kuniyoshi, pittore e disegnatore giapponese (n. 1798)
- 1862 - Pëtr Grigor'evič Demidov, generale russo (n. 1807)
- 1864 - José Domingo Costa y Borrás, arcivescovo cattolico spagnolo (n. 1805)
- 1865 - Rafael Carrera, generale e politico guatemalteco (n. 1814)
- 1868 - Khalid I bin Sultan al-Qasimi, sovrano emiratino
- 1870 - Antonio Busca Serbelloni, politico italiano (n. 1795)
- 1871 - Ivan Krasnov, militare e scrittore russo (n. 1802)
- 1873 - Pierre-Frédéric Dorian, politico e imprenditore francese (n. 1814)
- 1873 - Miguel García Cuesta, cardinale e arcivescovo cattolico spagnolo (n. 1803)
- 1874 - Placido Cerri, insegnante italiano (n. 1843)
- 1874 - Gottlieb August Wilhelm Herrich-Schäffer, entomologo, botanico e medico tedesco (n. 1799)
- 1874 - Giuseppe Luigi Passino, politico italiano (n. 1797)
- 1874 - Josiah Warren, filosofo, inventore e musicista statunitense (n. 1798)
- 1874 - Ari'imate, re (n. 1824)
- 1876 - Andrej Pavlovič Šuvalov, ufficiale russo (n. 1817)
- 1879 - Lionardo Vigo Calanna, poeta, filologo e politico italiano (n. 1799)
- 1879 - Paolo Volpicelli, fisico e matematico italiano (n. 1804)
- 1881 - Giuseppe Rizzardi Polini, architetto italiano (n. 1808)
- 1881 - Henry Turton, compositore di scacchi britannico (n. 1832)
- 1881 - Louis Waldenburg, medico tedesco (n. 1837)
- 1882 - Henri Giffard, ingegnere e inventore francese (n. 1825)
- 1883 - William Farr, medico britannico (n. 1807)
- 1884 - Julius Friedländer, numismatico tedesco (n. 1813)
- 1884 - Adolphe de Leuven, drammaturgo e librettista francese (n. 1802)
- 1885 - Francesco Borgatti, politico e magistrato italiano (n. 1818)
- 1887 - Johann von Dumoulin, generale austriaco (n. 1830)
- 1888 - José Sadoc Alemany y Conill, arcivescovo cattolico spagnolo (n. 1814)
- 1888 - Bronisław Białobłocki, critico letterario e giornalista polacco (n. 1861)
- 1888 - Johann Konrad Kern, avvocato, diplomatico e politico svizzero (n. 1808)
- 1889 - Georges-Frédéric Roskopf, inventore tedesco (n. 1813)
- 1890 - Federico Craveri, naturalista e chimico italiano (n. 1815)
- 1890 - Jérôme Galloni d'Istria, politico francese (n. 1815)
- 1891 - George Henry Mackenzie, scacchista scozzese (n. 1837)
- 1891 - Alfonso Palitti, politico italiano (n. 1849)
- 1891 - Konstandinos Paparrigopulos, storico greco (n. 1815)
- 1894 - Adolf Friedrich von Schack, scrittore e poeta tedesco (n. 1815)
- 1894 - Henry Warner Slocum, generale e politico statunitense (n. 1827)
- 1895 - James Dwight Dana, geologo, mineralogista e zoologo statunitense (n. 1813)
- 1896 - Giuseppe Di Menza, magistrato italiano (n. 1822)
- 1897 - Émile Levassor, ingegnere e pilota automobilistico francese (n. 1843)

## XX secolo(242)
- 1903 - Victor Jaclard, politico francese (n. 1840)
- 1904 - Michelangelo Celesia, cardinale e arcivescovo cattolico italiano (n. 1814)
- 1904 - Félix Mariano Paz, militare e politico argentino (n. 1859)
- 1905 - Robert Kells, militare inglese (n. 1832)
- 1905 - Marie Guérin, monaca cristiana francese (n. 1870)
- 1905 - Otto Wilhelm von Struve, astronomo russo (n. 1819)
- 1906 - Ramón Blanco y Erenas, generale spagnolo (n. 1833)
- 1906 - Giuseppe Callegari, cardinale e vescovo cattolico italiano (n. 1841)
- 1908 - Edith Pechey, attivista e medico britannica (n. 1845)
- 1909 - Miguel Juárez Celman, politico e avvocato argentino (n. 1844)
- 1910 - Julius Kühn, agronomo tedesco (n. 1825)
- 1911 - Simón Berthold, rivoluzionario e guerrigliero messicano
- 1911 - Addie Joss, giocatore di baseball statunitense (n. 1880)
- 1911 - Paolo Rotta, presbitero e storico italiano (n. 1832)
- 1911 - Daniel Paul Schreber, giurista e scrittore tedesco (n. 1842)
- 1912 - Henri Brisson, politico francese (n. 1835)
- 1913 - Francesco Fodde, militare italiano (n. 1890)
- 1913 - Carl Hagenbeck, mercante tedesco (n. 1844)
- 1914 - Antonio Frixione, pittore e incisore italiano (n. 1843)
- 1915 - Carl Friedrich Glasenapp, biografo, filologo e scrittore russo (n. 1847)
- 1915 - Edward Haygarth, calciatore inglese (n. 1854)
- 1917 - Hartmuth Baldamus, militare e aviatore tedesco (n. 1891)
- 1917 - Primo Levi, scrittore e giornalista italiano (n. 1853)
- 1917 - Ludwik Lejzer Zamenhof, medico e linguista polacco (n. 1859)
- 1918 - Paolo Pizzetti, geodeta, astronomo e geofisico italiano (n. 1860)
- 1919 - Phoebe Hearst, statunitense (n. 1842)
- 1920 - John George Bartholomew, cartografo e geografo britannico (n. 1860)
- 1920 - Moritz Benedikt, neurologo austro-ungarico (n. 1835)
- 1920 - Traugott von Sauberzweig, generale tedesco (n. 1863)
- 1921 - Francesco Aguglia, avvocato, magistrato e politico italiano (n. 1852)
- 1921 - Elijah Bond, avvocato e inventore statunitense (n. 1847)
- 1921 - Arthur Vicars, genealogista inglese (n. 1862)
- 1922 - Cap Anson, giocatore di baseball e allenatore di baseball statunitense (n. 1852)
- 1922 - Otto Noll, calciatore austriaco (n. 1882)
- 1922 - Huyshe Yeatman-Biggs, vescovo anglicano britannico (n. 1845)
- 1923 - Attilio Fresia, calciatore, allenatore di calcio e militare italiano (n. 1891)
- 1924 - Rolando Napoleone Bonaparte, botanico e geografo francese (n. 1858)
- 1924 - Louis Sullivan, architetto statunitense (n. 1856)
- 1924 - Annibale Vigna, avvocato e politico italiano (n. 1862)
- 1925 - George Fawcus, calciatore e dirigente sportivo inglese (n. 1858)
- 1925 - Hirata Tosuke, politico giapponese (n. 1849)
- 1925 - Carlo Marangoni, fisico italiano (n. 1840)
- 1925 - Augusto Rivalta, scultore italiano (n. 1837)
- 1925 - Léon Thome, cavaliere francese (n. 1857)
- 1926 - Natale Bruni, arcivescovo cattolico italiano (n. 1856)
- 1926 - Gottfried Merzbacher, alpinista e geografo tedesco (n. 1843)
- 1926 - František Richard Osvald, letterato e presbitero slovacco (n. 1845)
- 1928 - Edward Armstrong, storico e biografo britannico (n. 1846)
- 1928 - Giovanni Faldella, scrittore, giornalista e politico italiano (n. 1846)
- 1930 - Vladimir Vladimirovič Majakovskij, poeta, scrittore e drammaturgo sovietico (n. 1893)
- 1931 - Richard Armstedt, filologo, insegnante e storico tedesco (n. 1851)
- 1931 - Maurizio Barricelli, pittore e giornalista italiano (n. 1874)
- 1932 - Robert A. King, compositore e paroliere statunitense (n. 1862)
- 1934 - Karl Dane, attore e comico danese (n. 1886)
- 1935 - Emmy Noether, matematica tedesca (n. 1882)
- 1936 - Luigi Maria Marelli, vescovo cattolico italiano (n. 1858)
- 1936 - James Anthony Walsh, vescovo cattolico statunitense (n. 1867)
- 1937 - Emilio Danieli, militare italiano (n. 1898)
- 1937 - Ned Hanlon, giocatore di baseball e allenatore di baseball statunitense (n. 1857)
- 1937 - Giambattista Miliani, politico italiano (n. 1856)
- 1938 - Gillis Grafström, pattinatore artistico su ghiaccio svedese (n. 1893)
- 1938 - Vladimir Ivanovič Narbut, poeta e editore sovietico (n. 1888)
- 1940 - Zaharina Dimitrova, medico bulgaro (n. 1873)
- 1940 - Niccola Gabiani, storico italiano (n. 1858)
- 1941 - Guillermo Kahlo, fotografo tedesco (n. 1871)
- 1941 - Rocco Lazazzera, militare italiano (n. 1898)
- 1941 - Antonio Mendolicchio, militare italiano (n. 1915)
- 1941 - Secondo Meneghetti, militare italiano (n. 1893)
- 1941 - James Duncan Smith, militare canadese (n. 1914)
- 1941 - Giulio Tuci, militare italiano (n. 1908)
- 1942 - Gerhard Berthold, generale tedesco (n. 1891)
- 1942 - Luigi Cavaglià, militare italiano (n. 1920)
- 1942 - Hugh S. Johnson, ufficiale statunitense (n. 1882)
- 1942 - Leonid Alekseevič Kulik, scienziato e mineralogista russo (n. 1883)
- 1942 - Aleksandr Germanovič Prejs, scrittore, drammaturgo e librettista sovietico (n. 1905)
- 1942 - Gustav Tiefenthaler, lottatore statunitense (n. 1886)
- 1943 - Jakov Iosifovič Džugašvili, militare sovietico (n. 1907)
- 1943 - Francesco Sofia Alessio, poeta italiano (n. 1873)
- 1944 - Mary Adela Blagg, astronoma britannica (n. 1858)
- 1944 - Gino Ciabatti, canottiere italiano (n. 1883)
- 1944 - Benjamin Crémieux, critico letterario e scrittore francese (n. 1888)
- 1944 - T. Hayes Hunter, regista e sceneggiatore statunitense (n. 1884)
- 1944 - Franz Landgraf, generale tedesco (n. 1888)
- 1944 - Eugenio Rebaudengo, imprenditore e politico italiano (n. 1862)
- 1944 - Marian Thayer, socialite statunitense (n. 1872)
- 1944 - Nikolaj Fëdorovič Vatutin, generale sovietico (n. 1901)
- 1945 - Marco Elter, regista e sceneggiatore italiano (n. 1894)
- 1945 - Arthur Robert Hinks, astronomo e geografo britannico (n. 1873)
- 1945 - Jean Maurice Paul Jules de Noailles, partigiano francese (n. 1893)
- 1945 - Maurice Sachs, scrittore francese (n. 1906)
- 1945 - Terenzio Tocci, politico albanese (n. 1880)
- 1945 - Albert Vögler, imprenditore e politico tedesco (n. 1877)
- 1945 - Takashi Yokoyama, nuotatore giapponese (n. 1913)
- 1946 - Carmela Baricelli, insegnante, giornalista e scrittrice italiana (n. 1861)
- 1946 - Guido Calza, archeologo italiano (n. 1888)
- 1946 - Julio Mangada Rosenörn, ufficiale e esperantista spagnolo (n. 1877)
- 1946 - Pietro Sassoli, compositore e direttore d'orchestra italiano (n. 1884)
- 1947 - Lucien Botovasoa, insegnante malgascio (n. 1908)
- 1947 - Joseph Brummer, mercante d'arte, collezionista d'arte e scultore ungherese (n. 1883)
- 1948 - Jean Chastanié, siepista e mezzofondista francese (n. 1875)
- 1948 - Gustave Kemp, calciatore lussemburghese (n. 1917)
- 1948 - Urbano Benigno Prunotto, agricoltore e politico italiano (n. 1886)
- 1949 - Friedrich Altrichter, generale tedesco (n. 1890)
- 1949 - Oreste Simonotti, imprenditore e dirigente sportivo italiano (n. 1879)
- 1950 - Vincenzo D'Annibale, pianista, compositore e direttore d'orchestra italiano (n. 1894)
- 1950 - Ramana Maharshi, mistico indiano (n. 1879)
- 1951 - Ernest Bevin, politico britannico (n. 1881)
- 1951 - Al Christie, regista, sceneggiatore e produttore cinematografico canadese (n. 1881)
- 1952 - Erma Bossi, pittrice italiana (n. 1875)
- 1953 - Luisa Carlotta di Sassonia-Altenburg, nobildonna tedesca (n. 1874)
- 1954 - Gino Callegari, calciatore italiano (n. 1911)
- 1954 - Luis Martins de Souza Dantas, diplomatico brasiliano (n. 1876)
- 1955 - Ad Wolgast, pugile statunitense (n. 1888)
- 1956 - Christian Rub, attore austriaco (n. 1886)
- 1957 - Juan Vázquez Tenreiro, calciatore e allenatore di calcio spagnolo (n. 1912)
- 1958 - Vito Fazio-Allmayer, filosofo e pedagogista italiano (n. 1885)
- 1959 - Julien Josephson, sceneggiatore statunitense (n. 1881)
- 1960 - Gino Zappa, economista italiano (n. 1879)
- 1961 - Émile Henriot, scrittore e critico letterario francese (n. 1889)
- 1961 - Harry Ryan, pistard britannico (n. 1893)
- 1961 - José María Sobral, militare, scienziato e esploratore argentino (n. 1880)
- 1961 - Mario Toccabelli, arcivescovo cattolico italiano (n. 1889)
- 1962 - Iuliu Baratky, calciatore e allenatore di calcio rumeno (n. 1910)
- 1963 - René Grandjean, aviatore e imprenditore svizzero (n. 1884)
- 1963 - Carl Petersén, ufficiale svedese (n. 1883)
- 1964 - Tat'jana Afanas'eva, matematica olandese (n. 1876)
- 1964 - Helge Auleb, militare tedesco (n. 1887)
- 1964 - Rachel Carson, biologa e zoologa statunitense (n. 1907)
- 1964 - Earle Hodgins, attore statunitense (n. 1893)
- 1964 - Hans Kayser, teorico musicale tedesco (n. 1891)
- 1965 - Franco Costabile, poeta italiano (n. 1924)
- 1965 - Richard Hickock, criminale statunitense (n. 1931)
- 1965 - Leonard Mudie, attore britannico (n. 1883)
- 1966 - Mario Mezzadra, ammiraglio italiano (n. 1894)
- 1967 - Harold Switzer, attore statunitense (n. 1925)
- 1967 - Munawir di Negeri Sembilan, sovrano malese (n. 1922)
- 1968 - Arthur Rudd, calciatore statunitense (n. 1890)
- 1969 - Hans Kreysing, generale tedesco (n. 1890)
- 1970 - Guglielmo Carozzi, presbitero italiano (n. 1880)
- 1970 - David Mountbatten, nobile inglese (n. 1919)
- 1970 - Don Warnke, cestista e allenatore di pallacanestro statunitense (n. 1920)
- 1972 - George Cortlever, nuotatore e pallanuotista olandese (n. 1885)
- 1972 - Gunther Langes, militare e scrittore austriaco (n. 1899)
- 1973 - Minna Gombell, attrice statunitense (n. 1892)
- 1973 - Károly Kerényi, filologo classico e storico delle religioni ungherese (n. 1897)
- 1973 - Oliver MacDonald, velocista statunitense (n. 1904)
- 1973 - Hans von Seisser, poliziotto tedesco (n. 1874)
- 1975 - Günter Oskar Dyhrenfurth, alpinista, geologo e fotografo tedesco (n. 1886)
- 1975 - Michael Flanders, attore, giornalista e scrittore britannico (n. 1922)
- 1975 - Fredric March, attore statunitense (n. 1897)
- 1975 - Clyde Tolson, poliziotto statunitense (n. 1900)
- 1976 - Zuzu Angel, stilista brasiliana (n. 1921)
- 1976 - William H. Hastie, avvocato, giudice e attivista statunitense (n. 1904)
- 1976 - Rudolph Loewenstein, psicanalista polacco (n. 1898)
- 1976 - Mariano Ospina Pérez, politico colombiano (n. 1891)
- 1976 - Maudie Prickett, attrice statunitense (n. 1914)
- 1977 - Almir Nélson de Almeida, cestista e allenatore di pallacanestro brasiliano (n. 1923)
- 1977 - Vittorio De Zanche, vescovo cattolico italiano (n. 1888)
- 1977 - Girolamo Li Causi, partigiano, politico e giornalista italiano (n. 1896)
- 1977 - Giovanni Orlandi, velocista italiano (n. 1898)
- 1977 - Rinaldo Pellegrini, medico italiano (n. 1883)
- 1978 - Joe Gordon, giocatore di baseball e allenatore di baseball statunitense (n. 1915)
- 1978 - Frank Raymond Leavis, critico letterario e insegnante britannico (n. 1895)
- 1978 - Arline Pretty, attrice statunitense (n. 1885)
- 1978 - Mauk Weber, calciatore olandese (n. 1914)
- 1978 - Guglielmo Zanasi, calciatore, allenatore di calcio e dirigente sportivo italiano (n. 1909)
- 1979 - Vittorio Beonio Brocchieri, politologo, giornalista e scrittore italiano (n. 1902)
- 1979 - Rudolf Jugert, regista tedesco (n. 1907)
- 1980 - Tom Fadden, attore statunitense (n. 1895)
- 1980 - Armando Libianchi, attore e paroliere italiano (n. 1925)
- 1980 - Gianni Rodari, scrittore, pedagogista e giornalista italiano (n. 1920)
- 1981 - Sergio Amidei, sceneggiatore e produttore cinematografico italiano (n. 1904)
- 1981 - Carlos Víctor Aramayo, imprenditore boliviano (n. 1889)
- 1981 - Gustave Buchard, schermidore francese (n. 1890)
- 1981 - Ivan Galamian, violinista armeno (n. 1903)
- 1981 - Giuseppe Salvia, funzionario italiano (n. 1943)
- 1983 - Nina Dumbadze, discobola e allenatrice di atletica leggera sovietica (n. 1919)
- 1983 - Charles Burke Elbrick, diplomatico e funzionario statunitense (n. 1908)
- 1983 - Elisabeth Lutyens, compositrice britannica (n. 1906)
- 1983 - Achille Peretti, politico francese (n. 1911)
- 1984 - Marianne Aminoff, attrice svedese (n. 1916)
- 1984 - Thorold Dickinson, regista, sceneggiatore e produttore cinematografico inglese (n. 1903)
- 1984 - Eugen Geiwitz, schermidore tedesco (n. 1901)
- 1984 - John Putnam Merrill, medico statunitense (n. 1917)
- 1986 - Simone de Beauvoir, scrittrice, saggista e filosofa francese (n. 1908)
- 1986 - Nitin Bose, regista, sceneggiatore e direttore della fotografia indiano (n. 1897)
- 1986 - Jole Bovio Marconi, archeologa italiana (n. 1897)
- 1986 - Luigi Maria Carli, arcivescovo cattolico italiano (n. 1914)
- 1986 - František Matys, calciatore cecoslovacco (n. 1923)
- 1986 - Jean-François Tournon, schermidore francese (n. 1905)
- 1987 - Julius Sumner Miller, fisico e personaggio televisivo statunitense (n. 1909)
- 1987 - Solidea, cantante italiana (n. 1944)
- 1988 - Kenneth Davidson, cestista e allenatore di pallacanestro statunitense (n. 1919)
- 1988 - Daniel Guérin, storico e politico francese (n. 1904)
- 1988 - Camilla Ravera, politica italiana (n. 1889)
- 1988 - John Stonehouse, politico e imprenditore britannico (n. 1925)
- 1989 - Enzo Capecchi, partigiano italiano (n. 1921)
- 1989 - Valdemar Laursen, calciatore danese (n. 1900)
- 1989 - Pietro Sissa, scrittore italiano (n. 1915)
- 1989 - Jean Wauters, ciclista su strada belga (n. 1906)
- 1990 - Ahmed Balafrej, politico marocchino (n. 1908)
- 1990 - Sabicas, chitarrista spagnolo (n. 1912)
- 1990 - Mario Frustalupi, calciatore e dirigente sportivo italiano (n. 1942)
- 1990 - Georges Lacombe, regista e sceneggiatore francese (n. 1902)
- 1990 - Raffaele Vessichelli, magistrato italiano (n. 1919)
- 1991 - Inaco Biancalana, scultore italiano (n. 1912)
- 1991 - Riccardo Mantoni, regista, doppiatore e autore televisivo italiano (n. 1918)
- 1991 - Randolfo Pacciardi, politico, antifascista e militare italiano (n. 1899)
- 1992 - Bertram Dean, britannico (n. 1910)
- 1992 - David Miller, regista statunitense (n. 1909)
- 1992 - Art'owr Mkrtčyan, politico karabakho (n. 1959)
- 1992 - Sammy Price, pianista statunitense (n. 1908)
- 1992 - Otello Terzani, politico e rivoluzionario italiano (n. 1899)
- 1992 - Valerio Tonini, ingegnere e scrittore italiano (n. 1901)
- 1993 - Norma Barbolini, partigiana italiana (n. 1922)
- 1993 - Luigi Delfini, antifascista italiano (n. 1906)
- 1994 - Aldo Ballo, fotografo italiano (n. 1928)
- 1994 - Bernt Engelmann, scrittore e giornalista tedesco (n. 1921)
- 1994 - Bobby Gurney, allenatore di calcio e calciatore inglese (n. 1907)
- 1994 - Rodolfo Licari, attore italiano (n. 1929)
- 1995 - Ugo Bianchi, storico delle religioni italiano (n. 1922)
- 1995 - Mario Carotenuto, attore e doppiatore italiano (n. 1916)
- 1995 - Ildebrando Imberciadori, storico italiano (n. 1902)
- 1995 - Burl Ives, cantautore e attore statunitense (n. 1909)
- 1995 - António Lopes Ribeiro, regista e critico cinematografico portoghese (n. 1908)
- 1995 - Hildegard Lächert, militare tedesca (n. 1920)
- 1996 - George N. Neise, attore statunitense (n. 1917)
- 1997 - Gerda Christian, funzionaria tedesca (n. 1913)
- 1997 - Vladimír Novotný, direttore della fotografia ceco (n. 1914)
- 1998 - Harry Lee, tennista britannico (n. 1907)
- 1998 - Sandro Sequi, drammaturgo, regista e scrittore italiano (n. 1933)
- 1998 - Dorothy Squires, cantante gallese (n. 1915)
- 1999 - Roy Chiao, attore cinese (n. 1927)
- 1999 - Ellen Corby, attrice statunitense (n. 1911)
- 1999 - Anthony Newley, attore e cantautore inglese (n. 1931)
- 1999 - Nicola Trussardi, stilista e imprenditore italiano (n. 1942)
- 2000 - Ludwig Durek, calciatore e allenatore di calcio austriaco (n. 1921)
- 2000 - Sebastián Fleitas, calciatore paraguaiano (n. 1947)
- 2000 - Phil Katz, informatico statunitense (n. 1962)
- 2000 - Wilf Mannion, calciatore inglese (n. 1918)
- 2000 - Charlie O'Rourke, giocatore di football americano canadese (n. 1917)
- 2000 - Andrei Sârbu, pittore rumeno (n. 1950)

## XXI secolo(138)
- 2001 - Jim Baxter, calciatore britannico (n. 1939)
- 2001 - Bruno Corti, politico e sindacalista italiano (n. 1920)
- 2001 - Haruo Minami, cantante giapponese (n. 1923)
- 2001 - Hiroshi Teshigahara, regista e sceneggiatore giapponese (n. 1927)
- 2002 - Fulvio Apollonio, giornalista italiano (n. 1923)
- 2002 - Buck Baker, pilota automobilistico statunitense (n. 1919)
- 2002 - Zdeněk Chlup, cestista cecoslovacco (n. 1922)
- 2002 - Bobby Holm, cestista statunitense (n. 1919)
- 2003 - Addie McPhail, attrice statunitense (n. 1905)
- 2003 - Milla Sannoner, attrice italiana (n. 1938)
- 2003 - Vincenzo Traspedini, calciatore italiano (n. 1939)
- 2004 - Erik Kuld Jensen, calciatore danese (n. 1925)
- 2004 - Oscar Mischiati, musicologo italiano (n. 1936)
- 2004 - Fabrizio Quattrocchi, italiano (n. 1968)
- 2004 - Osvaldo Riva, lottatore italiano (n. 1927)
- 2005 - Chet Aubuchon, cestista e allenatore di pallacanestro statunitense (n. 1916)
- 2005 - Saunders Mac Lane, matematico statunitense (n. 1909)
- 2005 - Alessandro Ninchi, attore, regista e sceneggiatore italiano (n. 1935)
- 2006 - Luis Bordón, compositore e musicista paraguaiano (n. 1926)
- 2006 - Miguel Reale, giurista, filosofo e politico brasiliano (n. 1910)
- 2007 - Ladislav Adamec, politico cecoslovacco (n. 1926)
- 2007 - Bobby Cram, calciatore inglese (n. 1939)
- 2007 - Don Ho, cantante e attore statunitense (n. 1930)
- 2007 - Jim Jontz, politico statunitense (n. 1951)
- 2007 - René Rémond, storico e politologo francese (n. 1918)
- 2007 - Narciso Sabbadini, compositore e violinista italiano (n. 1912)
- 2008 - Ollie Johnston, animatore statunitense (n. 1912)
- 2008 - Benoît Lamy, regista belga (n. 1945)
- 2008 - Silvano Moro, calciatore e allenatore di calcio italiano (n. 1927)
- 2008 - Rana Hanimsultan, principessa ottomana (n. 1926)
- 2008 - Marisa Sannia, cantautrice e attrice italiana (n. 1947)
- 2008 - June Travis, attrice statunitense (n. 1914)
- 2009 - Paolo Casalegno, logico e filosofo italiano (n. 1952)
- 2009 - Maurice Druon, scrittore francese (n. 1918)
- 2009 - Giuseppe Pesce, generale, aviatore e scrittore italiano (n. 1920)
- 2009 - Roberta Tatafiore, attivista e scrittrice italiana (n. 1943)
- 2009 - Franco Volpi, filosofo e storico della filosofia italiano (n. 1952)
- 2010 - Roberto Bonchio, editore e scrittore italiano (n. 1923)
- 2010 - Felicita Frai, pittrice ceca (n. 1909)
- 2010 - Gene Kiniski, giocatore di football americano e wrestler canadese (n. 1928)
- 2010 - Alice Miller, psicologa, psicoanalista e saggista svizzera (n. 1923)
- 2010 - Peter Steele, cantante e bassista statunitense (n. 1962)
- 2010 - Gerhard Zemann, attore austriaco (n. 1940)
- 2011 - Siria Betti, attrice italiana (n. 1923)
- 2011 - Walter Breuning, supercentenario statunitense (n. 1896)
- 2011 - William Lipscomb, chimico statunitense (n. 1919)
- 2011 - Arthur Marx, scrittore e commediografo statunitense (n. 1921)
- 2011 - Muanamosi Matumona, presbitero, teologo e sociologo angolano (n. 1965)
- 2012 - Rino Bon, calciatore e allenatore di calcio italiano (n. 1940)
- 2012 - Émile Bouchard, hockeista su ghiaccio canadese (n. 1919)
- 2012 - William Finley, attore statunitense (n. 1940)
- 2012 - Jonathan Frid, attore canadese (n. 1924)
- 2012 - Verónica Gómez, pallavolista venezuelana (n. 1985)
- 2012 - Stane Krstulović, calciatore jugoslavo (n. 1929)
- 2012 - Eddie May, allenatore di calcio e calciatore inglese (n. 1943)
- 2012 - Piermario Morosini, calciatore italiano (n. 1986)
- 2012 - Peter Mullins, multiplista, cestista e allenatore di pallacanestro australiano (n. 1926)
- 2012 - Martin Poll, produttore cinematografico e produttore televisivo statunitense (n. 1922)
- 2012 - Kenneth Weishuhn, statunitense (n. 1997)
- 2013 - Franco Balan, designer italiano (n. 1934)
- 2013 - Colin Davis, direttore d'orchestra britannico (n. 1927)
- 2013 - A. S. A. Harrison, scrittrice e artista canadese (n. 1948)
- 2013 - Stanislav Ivanovyč Hurenko, politico sovietico (n. 1936)
- 2013 - Rentarō Mikuni, attore e regista giapponese (n. 1923)
- 2013 - Pina Patti Cuticchio, pittrice, scenografa e costumista italiana (n. 1926)
- 2013 - John S. Ragin, attore statunitense (n. 1929)
- 2013 - Rodolfo Roberti, regista e sceneggiatore italiano (n. 1946)
- 2014 - Emidio Bruni, politico e partigiano italiano (n. 1928)
- 2014 - Leila Durante, attrice italiana (n. 1925)
- 2014 - Jan C. Heesterman, indologo e storico delle religioni olandese (n. 1925)
- 2014 - Albert Manent, poeta spagnolo (n. 1930)
- 2014 - Emanuele Pacifici, storico e superstite dell'Olocausto italiano (n. 1931)
- 2014 - Armando Peraza, percussionista cubano (n. 1924)
- 2014 - Alfonso Tanga, politico e economista italiano (n. 1923)
- 2014 - Pierre Thiolon, cestista francese (n. 1927)
- 2014 - Antonio Visone, scenografo e architetto italiano (n. 1934)
- 2015 - Majid Rahnema, diplomatico iraniano (n. 1924)
- 2015 - Augusto Rembado, giornalista italiano (n. 1956)
- 2015 - Ivan Šantek, calciatore jugoslavo (n. 1932)
- 2015 - Arnold Schütz, calciatore tedesco (n. 1935)
- 2015 - Percy Sledge, musicista e cantante statunitense (n. 1940)
- 2015 - Roberto Tucci, cardinale italiano (n. 1921)
- 2016 - Julio García Espinosa, regista cubano (n. 1926)
- 2016 - Malick Sidibé, fotografo maliano (n. 1936)
- 2017 - Stelio Candelli, attore italiano (n. 1931)
- 2017 - Bruce Langhorne, chitarrista e polistrumentista statunitense (n. 1938)
- 2017 - Nevio Piscione, politico italiano (n. 1936)
- 2018 - Isabella Biagini, attrice cinematografica, showgirl e imitatrice italiana (n. 1940)
- 2018 - Daedra Charles, cestista e allenatrice di pallacanestro statunitense (n. 1968)
- 2018 - Muriel Drazien, psicoanalista francese (n. 1938)
- 2018 - Jean-Claude Malgoire, oboista, direttore d'orchestra e musicologo francese (n. 1940)
- 2018 - Enrico Spinosi, calciatore e allenatore di calcio italiano (n. 1937)
- 2019 - Bibi Andersson, attrice svedese (n. 1935)
- 2019 - Giuseppe Ciarrapico, imprenditore, politico e editore italiano (n. 1934)
- 2019 - David Brion Davis, storico statunitense (n. 1927)
- 2019 - Stephen L. Harris, docente e biblista statunitense (n. 1937)
- 2019 - Abdallah Lamrani, calciatore marocchino (n. 1946)
- 2019 - John MacLeod, allenatore di pallacanestro statunitense (n. 1937)
- 2019 - Mirjana Marković, politica e docente serba (n. 1942)
- 2019 - Gene Wolfe, scrittore statunitense (n. 1931)
- 2020 - Nate Brooks, pugile statunitense (n. 1933)
- 2020 - Joan Dewhirst, danzatrice su ghiaccio britannica (n. 1935)
- 2020 - Mario Donatone, attore italiano (n. 1933)
- 2020 - Franco Lauro, giornalista, conduttore televisivo e telecronista sportivo italiano (n. 1961)
- 2020 - Kerstin Meyer, mezzosoprano svedese (n. 1928)
- 2020 - Naoki Murata, judoka e scrittore giapponese (n. 1949)
- 2020 - Giuseppe Radaelli, calciatore italiano (n. 1932)
- 2020 - Markus Raetz, pittore, illustratore e scultore svizzero (n. 1941)
- 2020 - Giorgio Szegö, matematico e funzionario italiano (n. 1934)
- 2020 - Sergio Tisselli, fumettista e illustratore italiano (n. 1957)
- 2020 - Ron Wylie, calciatore e allenatore di calcio scozzese (n. 1933)
- 2020 - Aldo di Cillo Pagotto, arcivescovo cattolico brasiliano (n. 1949)
- 2021 - Yıldırım Akbulut, politico turco (n. 1935)
- 2021 - Frank Card, cestista statunitense (n. 1944)
- 2021 - Bernard Madoff, banchiere e truffatore statunitense (n. 1938)
- 2021 - Marcelo Angiolo Melani, vescovo cattolico e missionario italiano (n. 1938)
- 2022 - Giusi Ferré, giornalista, saggista e opinionista italiana (n. 1946)
- 2022 - Ilkka Kanerva, politico e dirigente sportivo finlandese (n. 1948)
- 2022 - Bent Løfqvist, calciatore danese (n. 1936)
- 2022 - Con Sullivan, calciatore inglese (n. 1928)
- 2023 - Enore Boscolo, calciatore italiano (n. 1929)
- 2023 - Emmanuel Ebiede, calciatore nigeriano (n. 1978)
- 2023 - Luigi Mele, ciclista su strada italiano (n. 1937)
- 2023 - Murray Melvin, attore britannico (n. 1932)
- 2023 - Abel Posse, scrittore, diplomatico e giornalista argentino (n. 1934)
- 2023 - Garn Stephens, attrice e sceneggiatrice statunitense (n. 1944)
- 2024 - Crandell Addington, giocatore di poker, imprenditore e dirigente d'azienda statunitense (n. 1938)
- 2024 - Trixie Gardner, politica australiana (n. 1927)
- 2024 - Zbigniew Mikołejko, storico delle religioni e saggista polacco (n. 1951)
- 2024 - Ahmed Nekkar, scrittore, traduttore e musicista algerino (n. 1955)
- 2024 - Luciano Sušanj, mezzofondista, velocista e dirigente sportivo jugoslavo (n. 1948)
- 2024 - Doru-Viorel Ursu, politico, magistrato e avvocato rumeno (n. 1953)
- 2025 - Irene Aderenti, politica italiana (n. 1955)
- 2025 - Abdullah Ahmad Badawi, politico malese (n. 1939)
- 2025 - Beniamino Cancian, calciatore e allenatore di calcio italiano (n. 1936)
- 2025 - Filip David, scrittore serbo (n. 1940)
- 2025 - Joaquín Galera, ciclista su strada spagnolo (n. 1940)
- 2025 - Peter Seiffert, tenore tedesco (n. 1954)